# واساشاتا

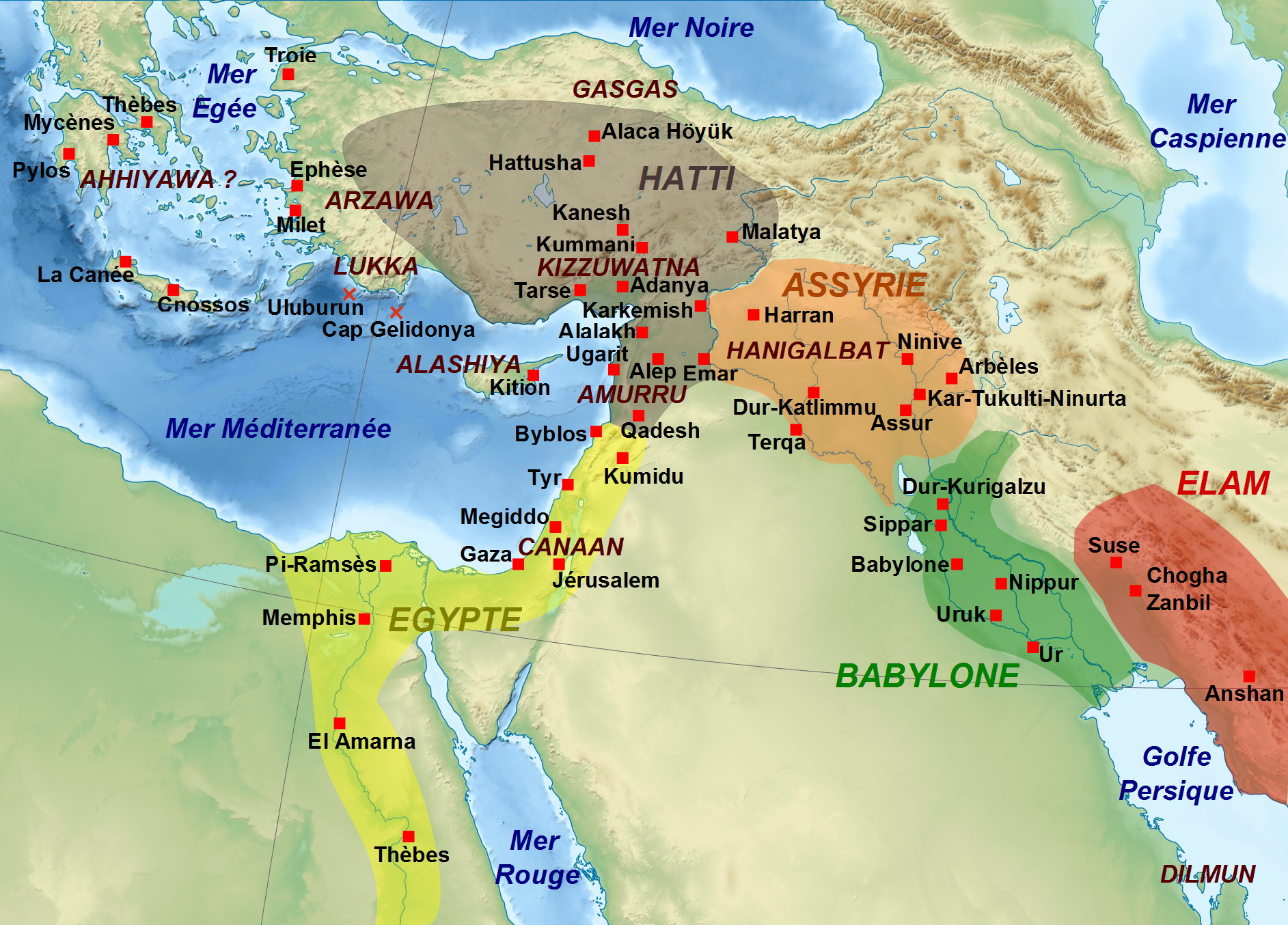
هذه الخريطة تبين حدود مملكة ميتاني الحوريه لبلاد مابين النهرين قبل تقسيم المنطقة لدويلات جديده

كان واساشاتا (بالإنجليزية: Wasashatta أو Wasašatta)‏ ملكًا لمملكة ميتاني الحورية في بلاد الرافدين حوالي القرن الثالث عشر قبل الميلاد.
كان واساشاتا، مثل والده شاتوارا الأول، ملكا تابعًا للآشوريين. وثار ضد الملك الآشوري أداد-نيراري الأول (1295-1263 قبل الميلاد (حسب التسلسل الزمني الأوسط) وطلب المساعدة دون جدوى من الحيثيين. سحق الآشوريون تمرده ودمروا ميتاني (أو هانيغالبات). تم القبض على العائلة المالكة وإحضارها إلى العاصمة آشور ولم يُسمع عنها مرة أخرى.